# Двигатель Ford Pinto
Ford Pinto — неофициальное название рядных четырёхцилиндровых двигателей внутреннего сгорания компании Ford of Europe. Двигатель обозначался индексами EAO или OHC, а внутреннее обозначение — T88. Также назывался Taunus In-Line. В Северной Америке двигателю присваивались индексы Lima In-Line (LL), или просто Lima, так как двигатель выпускался в Лиме, штат Огайо.
Двигатель применялся во многих европейских автомобилях Ford и экспортировался в США для применения в Ford Pinto. В Великобритании двигатель применялся во многих кит-карах и хот-родах.
В СССР и России двигатель устанавливался на ВАЗ-2105.

## Pinto OHC (TL)
В Европе Pinto OHC был представлен в 1970 году. Считался первым двигателем Ford с ременным приводом. Недостатки заключались в чрезмерном износе кулачков и толкателей, позже это было устранено с помощью азота и распылительной пылинки, которая распыляла масло непосредственно на распределительный вал. Все двигатели имели чугунные блок цилиндров и его головку с одним верхним распредвалом с поперечным потоком и двумя клапанами на цилиндр.
Применение:
- Ford Taunus/Ford Cortina (TC1 (1970—1976), TC2 (1976—1982))
- Ford Escort Mk1 RS2000
- Ford Escort Mk2 RS2000, Мексика
- Ford Capri (Mk2 & Mk3 (1974—1986))
- Ford Sierra (1982—1992)
- Ford Granada Mk1&2 (Mk1 (1974—1977); Mk2 (1977—1985))
- Ford Scorpio/Granada Mk3
- Ford Transit (1978—1994)
- TVR Tasmin 200

Двигатель выпускался в пяти объёмах: 1,3 л (1294 см3), 1,6 л (1593—1598 см3) и 2,0 л (1993—1998 см3). Из-за требований к выбросам он был снят с производства ближе к концу 1980-х годов. Единственным производным двигателем являлся 16-клапанный Cosworth YB, который устанавливался на Ford Sierra и Ford Escort RS Cosworth и оснащался головкой блока цилиндров из литого алюминиевого сплава.
До 1991 года двигатель устанавливался на Ford Sierra, а до 1994 года — на Ford Transit.

### 1.3 (TL13)
- Объём: 1,3 л (1294 см3)
- Диаметр цилиндра: 79 мм
- Ход поршня: 66 мм
- Степень сжатия: 8,0:1 (TL13L; JA), 9,0:1 (TL13H; JC)
- Мощность: 40—46 кВт (54—62 л. с.)
- Крутящий момент: 92 Н·м

Применение:
- 1970—1982 Ford Taunus (коды двигателя JAA/JCA, JAC/JCC, JAR/JCR)
- 1972—1974 Ford Capri (код двигателя JCE)
- 1982—1984 Ford Sierra (код двигателя JCT)

### 1.6 (TL16)
- Объём: 1,6 л (1593—1598 см3)
- Диаметр цилиндра: 87,7 мм
- Ход поршня: 66 мм
- Степень сжатия: 8,2:1 (TL16L), 9,2:1 (TL16H), 9,5:1 (TL16E)
- Мощность: 48—66 кВт (64—89 л. с.)
- Крутящий момент: 111—125 Н·м

Применение TL16L:
- 1970—1982 Ford Taunus/Ford Cortina (коды двигателя LAA, LAD, LAR)
- 1979—1986 Ford Transit (код двигателя LAT)
- 1975—1985 Ford Capri (коды двигателя LAC, LAN)

Применение TL16H:
- 1970—1982 Ford Taunus/Ford Cortina (коды двигателя LCA, LCJ, LCR)
- 1982—1984 Ford Sierra (коды двигателя LCT, LCS)
- 1975—1985 Ford Capri (коды двигателя LCE, LCN)
- 1981—1985 Ford Granada (код двигателя LCK)
- 1983—1984 Anadol A8-16 SL

Применение TL16G:
- 1970—1973 Ford Taunus GT (код двигателя LEA)
- 1970—1976 Ford Taunus GXL (код двигателя LEA)

1970—1976 Ford Cortina GT (код двигателя LEA)
- 1970—1976 Ford Cortina GXL (код двигателя LEA)
- 1976—1982 Ford Taunus/Ford Cortina S/GLS/Ghia S (коды двигателя LEC, LEE)
- 1975—1978 Ford Escort Mexico
- 1972—1976 Ford Capri GT (коды двигателя LEC, LEE)

Применение TL16E:
- 1984—1989 Ford Sierra (коды двигателя LSE, LSD)

### 1.8 (TL18H)
- Объём: 1,8 л (1798 см3)
- Диаметр цилиндра: 86,2 мм
- Ход поршня: 76,95 мм
- Мощность: 66 кВт (89 л. с.)
- Крутящий момент: 140 Н·м

Применение:
- 1984—1989 Ford Sierra (коды двигателя REB, RED, REF)
- 1985—1992 Ford Scorpio (код двигателя REC)

### 2.0 (TL20)
- Объём: 2,0 л (1993 см3)
- Диаметр цилиндра: 90,82 мм
- Ход поршня: 76,95 мм
- Степень сжатия: 8,2:1 (TL20L), 9,2:1 (TL20H)
- Мощность: 43—81 кВт (76—109 л. с.)
- Крутящий момент: 156—160 Н·м

Применение TL20L:
- 1970—1982 Ford Taunus (код двигателя NA)
- 1978—1994 Ford Transit (коды двигателя NAT, NAV, NAW, NAX, NBA)
- 1988—1993 Ford P100 (код двигателя NAE)
- 1977—1986 Ford Transit (код двигателя NUT)

Применение TL20H:
- 1973—1980 Ford Escort RS2000 (коды двигателя NEA, NE)
- 1974—1982 Ford Taunus/Ford Cortina (коды двигателя NEG, NER)
- 1975—1985 Ford Capri (коды двигателя NEE, NEN)
- 1973—1984 Ford Granada (коды двигателя NEB, NEH, NEK)
- 1983—1989 Ford Sierra (коды двигателя NES, NET, NEJ, NE5)
- 1985—1989 Ford Granada и Ford Scorpio (код двигателя NEL, NER, NE4)
- 1971—1974 Ford Pinto

Применение TL20EFI:
- 1985—1992 Ford Sierra (коды двигателя N4, NRD, N4B: 74 кВт; NRB, NR2, N4A, N4I: 85 кВт)
- 1985—1992 Ford Granada и Ford Scorpio (код двигателя NRA, NRC, NRI)
- 1991—1994 Ford Transit (код двигателя NCA)

Применение TL20CFI:
- 1985—1992 Ford Transit (код двигателя N6T)

Применение Cosworth YB (CH20EFI):
- Ford Sierra[6]

## Lima OHC (LL)

### 2.0
- Объём: 2,0 л (1990 см3)
- Диаметр цилиндра: 89,3 мм
- Ход поршня: 79,4 мм

Применение:
- Ford Ranger (Северная Америка)
- Ford Taunus (Аргентина)

### 2.3 (LL23)
- Объём: 2,3 л (2301 см3)[7]
- Диаметр цилиндра: 96,04 мм
- Ход поршня: 79,4 мм

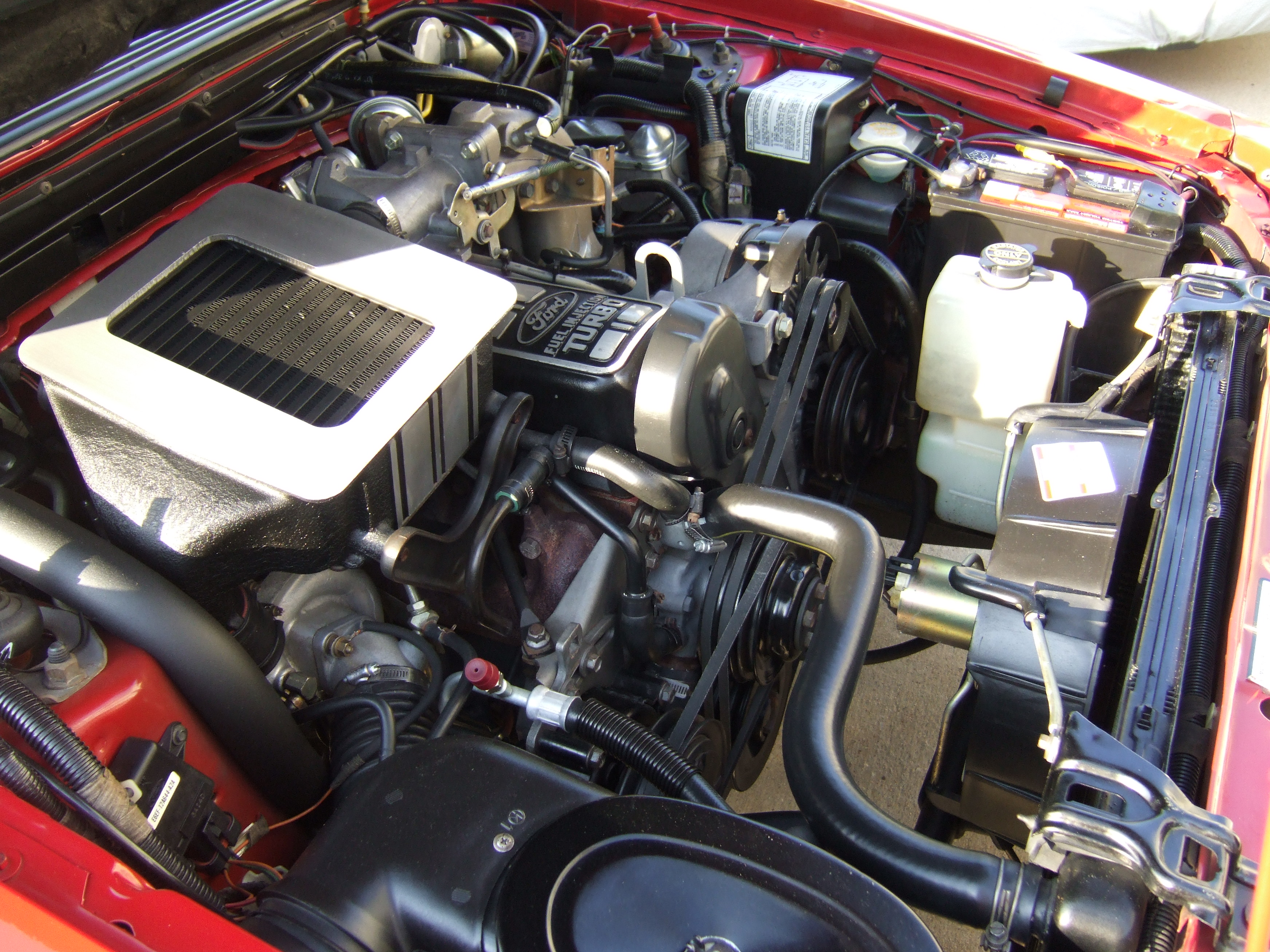
LL23 на Mustang SVO

- Мощность: 66—153 кВт (89—205 л. с.)
- Крутящий момент: 160—240 Н·м

Применение:
- Атмосферный
  - 1986—1987 Ford Aerostar
  - 1977—1982 Ford Courier
  - 1974—1980 Ford Pinto
  - 1983—1997 Ford Ranger/Mazda B-Series (Северная Америка)
  - 1974—1993 Ford Mustang
  - 1975—1979 Ford Maverick
  - Ford Jeep CJ-5
  - Ford Rural F-75
  - Ford Taunus
  - Ford Sierra
  - Ford Falcon (Аргентина)
  - 1978—1983 Ford Fairmont
  - 1974—1980 Mercury Bobcat
  - 1979—1986 Mercury Capri
  - 1978—1983 Mercury Zephyr
  - 1983—1986 Ford LTD
  - 1983—1986 Mercury Marquis
  - Турбированный
    - 1979—1981 Ford Mustang
    - 1979—1981 Mercury Capri
    - 1980 Ford Fairmont (все кузова, кроме универсалов)
    - 1980 Mercury Zephyr (все кузова, кроме универсалов)
    - 1985—1989 Merkur XR4Ti
    - 1983—1986 Thunderbird Turbo Coupe
    - 1984—1986 Mercury Cougar XR7
    - 1983—1984 Mustang Turbo GT (W Code)
    - 1983—1984 Capri Turbo RS

  - Турбированный с промежуточным охладителем
    - 1984—1986 Ford Mustang SVO
    - 1987—1988 Ford Thunderbird Turbo Coupe

### 2.5 (LL25)
- Объём: 2,5 л (2504 см3)[8]
- Мощность: 89 кВт (119 л. с.)
- Крутящий момент: 202 Н·м

Применение:
- 1998—2001 Ford Ranger
- 1998—2001 Mazda B2500